# Banato di Leithania
Il Banato di Leithania (in ungherese: Lajtabánság, in tedesco: Leitha-Banat) è stato un piccolo Stato, durato un mese ed un giorno, il cui territorio durante l'Impero austro-ungarico faceva parte della Transleithania, ovvero dell'amministrazione ungherese, sebbene la sua popolazione fosse in maggioranza di lingua tedesca.
Dopo la prima guerra mondiale l'Impero venne suddiviso e delle due nazioni imperiali restarono la Repubblica Austrogermanica e la Repubblica Democratica di Ungheria. Successivamente una coalizione di eserciti sconfisse l'Ungheria (divenuta comunista come Repubblica sovietica ungherese) ed il successivo Regno di Ungheria si trovò ulteriormente ristretto nei confini. I trattati di Saint-Germain e Trianon confermarono queste modifiche territoriali ed in più aggiunsero la cessione all'Austria delle aree di confine oltre il fiume Leitha, sulla base del principio di nazionalità. Questo territorio venne chiamato in tedesco Burgenland.
Tuttavia solo il 28 agosto 1921 l'Austria si intenzionò a prenderne possesso, trovandovi però un'accanita resistenza da parte delle milizie ungheresi note come Rongyos Gárda. L'Austria temporeggiò, fino a quando le insistenze diplomatiche costrinsero l'Ungheria a rinunciare al territorio e sgomberarlo dei propri amministratori, cosicché il 4 ottobre il territorio si ritrovò indipendente. La Rongyos Gárda agli ordini del Conte Gyula Ostenburg-Moravek e di István Friedrich resistette per un mese agli attacchi austriaci ma dovette poi arrendersi. Il 5 novembre il Banato di Leithania veniva incorporato nella Prima repubblica austriaca come Burgenland, con capoluogo Odenburgo (l'odierna Sopron); questa città però, nella cui area invece predominava l'etnia ungherese, con un plebiscito accordato per il dicembre dello stesso anno optò per ritornare all'Ungheria.